# 田杉競
田杉 競（たすぎ きそう、1909年6月20日 - 1989年11月13日）は、日本の経営学者。京都大学名誉教授。

## 来歴
長野県木曽郡楢川村（現塩尻市）出身。旧制京都府立第一中学、旧制第三高等学校を経て、1932年京都帝国大学経済学部卒業。1938年京都帝国大学助手、1939年講師、1946年助教授、1949年京都大学経済学部教授、1958年経済学部長、1972年定年退官、名誉教授、同年より京都学園大学教授を務め1981年同大学学長に就任、1983年からは開学に尽力した京都文化短期大学学長も兼ねた。1987年「下請制工業論 經濟發展過程における中小工業」で、経済学博士（京都大学）。1988年七尾短期大学教授。

## 著書
- 『下請制工業論 経済発展過程における中小工業』有斐閣 1941
- 『経営学』高文社 経済学ハンドブック 1952
- 『経営学講義』三和書房 1956
- 『人間関係』ダイヤモンド社 経営全書 1960
- 『近代経営と人間関係』有信堂 文化新書 1961
- 『中小企業のための新しい労務管理』有信堂 文化新書 1962
- 『経営管理総論』有斐閣双書 1966
- 『現代経営学総論』中央経済社 1973
- 『経営行動科学論』丸善 経営学全書 1977

### 共編著
- 『中小商工業の再建』編 相美堂 1949
- 『中小企業金融と経理』編 有斐閣 中小企業叢書 1953
- 『生産管理研究 生産性向上の理論と実際』森俊治共著 有信堂 1956
- 『トップ・マネジメント講座 第1 トップ・マネジメントの職能』古川栄一,西野嘉一郎共著 ダイヤモンド社 1961
- 『新経営学全集 第3巻 人事管理と行動科学』藤田忠・小野豊明・間宏共著 日本経営出版会 1967
- 『比較経営学』共著 丸善 経営学全書 1970
- 『バーナードの経営理論 「経営者の役割」の研究』山本安次郎共編 ダイヤモンド社 1972
- 『転換期の企業成長』編 日本経営出版会 1973

### 翻訳
- C.I.バーナード『経営者の役割 その職能と組織』監訳 山本安次郎,飯野春樹訳 ダイヤモンド社 1956
- ロバート・H.ローイ『ヒューマン・マネジメント 人間を生かす組織と管理』飯野春樹,矢野宏共訳 ダイヤモンド社 1960

## 論文
- <田杉競

## 参考
- 『長野県人名鑑』信濃毎日新聞社、1974年
- 宝月圭吾編 『長野県風土記』 旺文社、1986年
- 『現代日本人名録 中巻』日外アソシエーツ、1987年、p.1155